# Ślubowanie

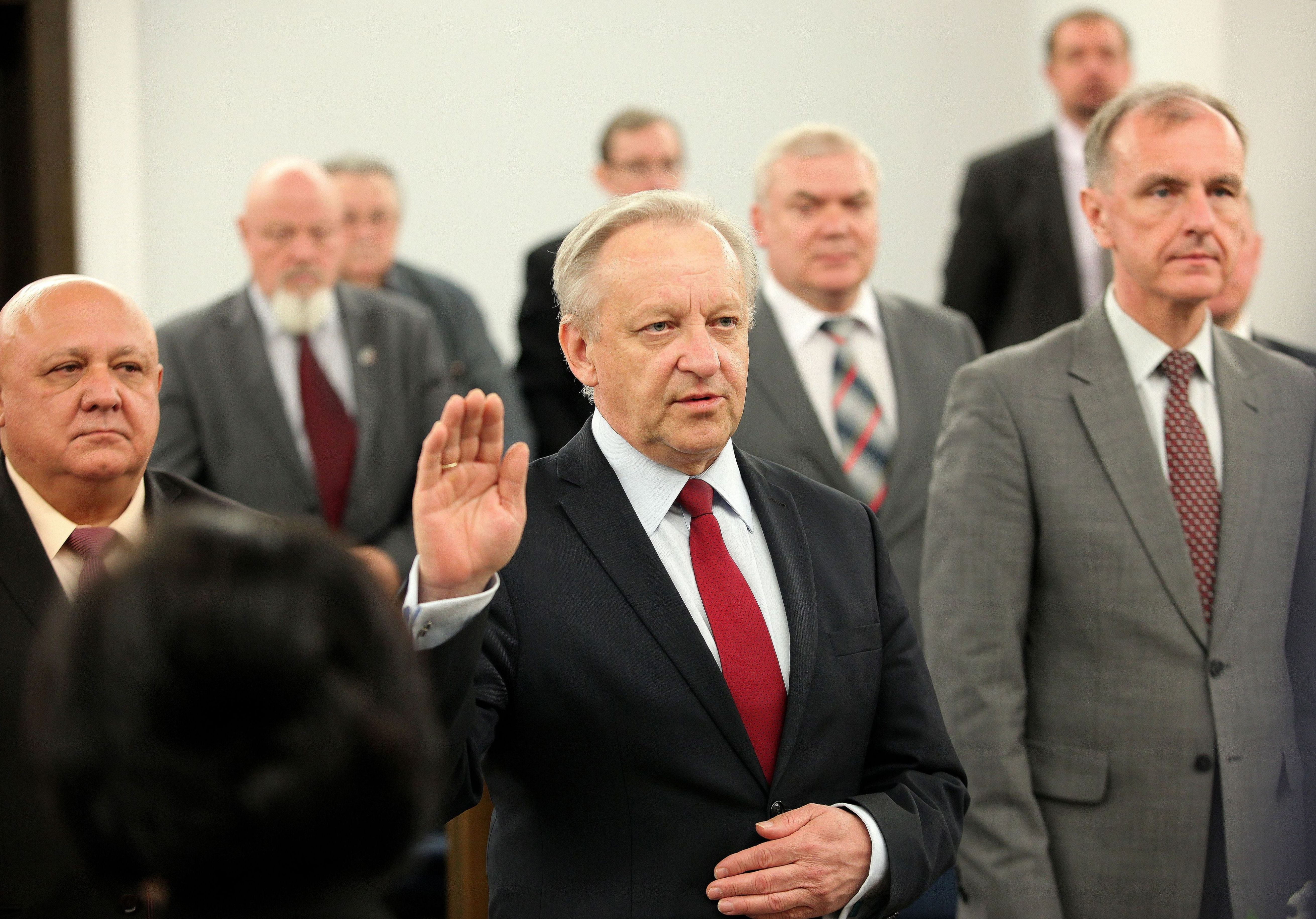
Ślubowanie senatorskie Bolesława Piechy (2013)

Ślubowanie – konwencjonalna, sformalizowana i uroczysta deklaracja składana przez osobę, która publicznie zobowiązuje się (przyrzeka, obiecuje) osiągnąć określony cel lub przestrzegać określonych zasad (np. prawnych lub etycznych). Polega na ustnym wygłoszeniu ustalonych słów, a często także własnoręcznym podpisaniu samego tekstu. Ślubowanie może być złożone prywatnie (np. w przekonaniu, iż czyni się to wobec Boga) lub w obecności ludzi, w tym w obecności przedstawiciela określonego podmiotu (organu). Złamanie ślubowania (sprzeniewierzenie się jemu) może skutkować swoistymi sankcjami, np. utratą honoru i czci lub sankcjami prawnymi.

## Współczesne ślubowania w Polsce
W języku potocznym ślubowanie jest zbliżone do przysięgi, jednak obowiązujące prawo w Polsce nazywa pewne deklaracje ślubowaniem, a inne przysięgą. Obecnie ślubowanie wymagane jest m.in. od osoby obejmującej następujące stanowiska:
- mianowanego urzędnika służby cywilnej[1]
- pracownika samorządowego na stanowisku urzędniczym[2]
- wójta, burmistrza (prezydenta miasta)[3] oraz radnego gminy[4], powiatu[5] i sejmiku województwa[6]
- sędziego Trybunału Konstytucyjnego[7]
- sędziego sądu powszechnego[8] i administracyjnego[9]
- prokuratora[10]
- posła lub senatora (ślubowanie poselskie i senatorskie)[11]
- asesora sądowego, referendarza sądowego i ławnika[12]
- kuratora sądowego[13]

W celu zawarcia małżeństwa, nupturienci w czasie ceremonii ślubnej składają zgodne oświadczenia o wstąpieniu w związek małżeński. Zwyczajowo treść takich oświadczeń przyjmuje formę ślubowania. Z dniem wejścia w życie ustawy z dnia 28 listopada 2014 r. Prawo o aktach stanu cywilnego przysięga małżeńska została wpisana do Kodeksu rodzinnego i opiekuńczego.